# Bill Mensch
William (Bill) David Mensch, Jr. (Quakertown, Pennsylvania, 1945. február 9. –) amerikai villamosmérnök, az arizonai Mesa városában található Western Design Center (WDC) cég alapítója, és elnök-vezérigazgatója (CEO). A Western Design Center 1978-as megalapítása előtt Mensch tervezőmérnöki és vezetői pozíciókat töltött be a Philco-Ford, Motorola, MOS Technology és Integrated Circuit Engineering cégeknél.
Bill Menschnek központi szerepe volt a Motorola 6800 és MOS Technology 6502 mikroprocesszorcsaládok megalkotásában; később elsősorban a 6502-es architektúra kiterjesztésén és bővítésén dolgozott a WDC-nél. Terveit széles körben használják a beágyazott rendszerek és beültethető elektronikus létfenntartó eszközök körében.

## Tanulmányok, oktatás, kitüntetések
Mensch associate's fokozatot szerzett a Temple Egyetemen 1966-ban, majd megszerezte a bachelor fokozatot (alapdiploma) az Arizonai Egyetem (University of Arizona) villamosmérnöki szakán Tucsonban, 1971-ben. Tanított az Arizonai Állami Egyetemen (Arizona State University), ahol az egylapkás rendszerekről (SoC) és integrált áramköri tervezésről is tartott tanfolyamokat. Mensch magas rangú tagja az IEEE szervezetnek. 2004-ben beiktatták a Számítógépes Hírességek Csarnokába (Computer Hall of Fame) (ez a San Diegó-i Számítógépmúzeumban található, amely a San Diego Állami Egyetem Könyvtárának része), és 2005-ben kitüntették az Arizonai Egyetem Mérnöki Kollégiumának Lifetime Achievement Award díjával.

## Mérnöki eredmények
A Motorola 6800-as mikroprocesszor és támogató csipjeinek alapvető áramköri terveiben, meghatározásában és rendszertervekben való részvétele folytán, Mensch számos, a 6800-as családot érintő szabadalom társtulajdonosa, amelyekbe beletartozik a 6800-as CPU, a 6820/21 PIA (periféria-interfész adapter), a 6850 jelű ACIA (aszinkron kommunikációs interfészadapter), és a 6860-as modem csip. Egymaga tervezte a 6820/21 PIA áramkört, amely az első bit-szinten programozható be- és kimeneti lehetőségekkel rendelkező periféria IC volt.
A MOS Technology három másik mérnökével együtt Mensch birtokolja a 6502 CPU decimális korrekciós áramkörének szabadalmát. Ő volt a felelős az alapvető áramkörök, a tranzisztorméretezés, az utasításdekódoló logika (pl. a logikai szintek számának minimalizálása a gyorsabb működés érdekében), az oszcillátor és a bufferkialakítás tervezéséért. Bill Mensch már a cég mikroprocesszor-tervezési vezetője szintjéig emelkedett, mikor 1977-ben elhagyta a MOS Technology céget.

## A Western Design Center
Röviddel a Western Design Center (WDC) 1978-as alapítását követően, Mensch és tervezőcsapatának első nagyobb erőfeszítése a WDC 65C02, az NMOS 6502 mikroprocesszor egy továbbfejlesztett változatának kifejlesztése volt. A 65C02, azon túl, hogy CMOS áramköri technológiával került megvalósításra, amely csökkentette az energiafelvételt és javította az elektromos zajjal szembeni ellenállóképességet, néhány új utasítást is kapott és az NMOS-alapú 6502 számos hibáját javították benne. A 65C02 processzor mindezek után az Apple II sorozat processzorává lépett elő, az Apple IIe, majd az Apple IIc számítógépekben használták fel.
Mensch következő tervezete a 65C816-tal jelölt 65C02-kompatibilis 16 bites mikroprocesszor volt, amely a WDC fontos termékévé vált (ez újabban W65C816S jelölés alatt ismert – további információkért lásd a WDC szócikket). A 65C816 kialakítás az Apple-val folytatott konzultációt követően jött létre, és az Apple el is fogadta ezt az Apple IIGS számítógépek processzoraként. Ezek után a 65C816 processzort választották a Ricoh 5A22 processzor magjává, amely a nagy sikerű Super Nintendo Entertainment System játékkonzol központi egysége volt (a processzort, ami a WDC 65C816 egy változata, a Ricoh gyártotta a konzolhoz).
A W65C816S mikroprocesszor további promóciójának érdekében, Mensch ezt követően kifejlesztette a Mensch Computernek keresztelt, WDC W65C265S mikrovezérlőre épülő számítógéprendszert, ami szintén W65C816S magot tartalmazott. A Mensch Computert a WDC gyártotta és forgalmazta egy ideig, a gép a hobbi és oktatási célú felhasználókat célozta, és tartalmazta a Mensch Works szoftvercsomagot.
2012-ben még mindig részt vesz a tervezőmérnöki munkában a WDC-nél, vezérigazgatói feladatai mellett. Alkotásvágyára jellemző, hogy ő írta a hamarosan megjelenő Terbium processzorcsalád adatlapját és még mindig ő hozza a jelentősebb/nagyobb döntéseket a processzor-architektúrával kapcsolatos RTL kialakításban.

## Magánélet
Bill Mensch-nek öt gyereke van, feleségével Dianne-el a Superstition Mountain közelében elterülő külvárosban laknak, Arizona államban.

## A róla szóló sajtó- és egyéb irodalom

### Cikkek
- "What's the Proper Goal for an IP Business Model". Silicon Strategies vezércikk
- "The Chips We Live by". Forbes magazin címlapsztori, Michael S. Malone, 1998. január 6. (online verzió)
- "A Business Model? for IP Providers". FSA Forum/Fabless Forum (a Fabless Semiconductor Association tagjának publikációja).

### Könyvek
- Bagnall, Brian: On The Edge: The Spectacular Rise and Fall of Commodore, ISBN 0-9738649-0-7
- Drescher, Nancy (1997). Which Business?: Help in Selecting Your New Venture. Psi Successful Business Library. Bookworld Services. 358 pp. ISBN 1-55571-390-4.
- Gilder, George (1989). Microcosm: The Quantum Revolution in Economics and Technology. New York, NY: Simon & Schuster. ISBN 0-671-50969-1. Touchstone/Free Press reprint ed., 1990: ISBN 0-671-70592-X.

## Fordítás
- Ez a szócikk részben vagy egészben  a   Bill Mensch című angol Wikipédia-szócikk ezen változatának fordításán alapul.  Az eredeti cikk szerkesztőit annak laptörténete sorolja fel. Ez a jelzés csupán a megfogalmazás eredetét és a szerzői jogokat jelzi, nem szolgál a cikkben szereplő információk forrásmegjelöléseként.